# Eléni Danjilídu
Eléni Danjilídu (görögül: Ελένη Δανιηλίδου; Haniá, 1982. szeptember 19. –) párosban junior Grand Slam-tornagyőztes, háromszoros olimpikon görög teniszezőnő.
1996 óta játszik a profi teniszezők között. Öt egyéni és három páros WTA-tornát nyert meg, emellett 11 egyéni és 16 páros ITF-tornán végzett az első helyen. Legjobb egyéni világranglista-helyezése tizennegyedik volt, ezt 2003. május 12-én érte el, párosban a 21. helyig jutott 2007. január 29-én.
Juniorként a francia Virginie Razzano párjaként megnyerte az 1999-es Australian Open junior lányok páros versenyét. A felnőttek között döntőt játszott a 2003-as Australian Open vegyes páros versenyén. A Grand Slam-tornákon egyéniben a legjobb eredménye a 4. kör, amit 2002-ben Wimbledonban, 2003-ban az Australian Openen és a 2004-es US Openen is elért. Párosban elődöntős volt a 2006-os Roland Garroson.
Görögország képviseletében részt vett a 2000-ben Sydney-ben rendezett, valamint a 2004-es athéni és a 2008-as pekingi olimpia egyes és páros versenyein.
1998 és 2015 között 44 alkalommal játszott Görögország Fed-kupa-válogatottjában.

## Junior Grand Slam-döntői

### Páros

#### Győzelmek (1)
| Év   | Bajnokság       | Borítás | Partner          | Ellenfél                       | Eredmény |
| ---- | --------------- | ------- | ---------------- | ------------------------------ | -------- |
| 1999 | Australian Open | Kemény  | Virginie Razzano | Natalie Grandin Nicole Rencken | 6–1, 6–1 |

## Grand Slam-döntői

### Vegyes páros

#### Elveszített döntői (1)
| Év   | Bajnokság       | Borítás | Partner         | Ellenfél                           | Eredmény |
| ---- | --------------- | ------- | --------------- | ---------------------------------- | -------- |
| 2003 | Australian Open | Kemény  | Todd Woodbridge | Martina Navratilova Lijendar Pedzs | 4–6, 5–7 |

## WTA döntői

### Egyéni

#### Győzelmei (5)
| Összesítés           |                        |
| Grand Slam-torna (0) |                        |
| Tier I (0)           | Premier Mandatory* (0) |
| Tier II (0)          | Premier Five* (0)      |
| Tier III (1)         | Premier* (0)           |
| Tier IV (4)          | International* (0)     |
| Tier V (0)           | Challenger* (0)        |

* 2009-től megváltozott a tornák rendszere.
 Az egymás mellett azonos színnel jelölt tornatípusok között nincs teljes mértékű megfelelés.
| No. | Dátum            | Torna                                     | Borítás | Ellenfél            | Eredmény         | Megj. |
| --- | ---------------- | ----------------------------------------- | ------- | ------------------- | ---------------- | ----- |
| 1.  | 2002. június 22. | Rosmalen Championships, Hollandia         | Fű      | Jelena Gyementyjeva | 3–6, 6–2, 6–3    |       |
| 2.  | 2003. január 5.  | Auckland Open, Új-Zéland                  | Kemény  | Cho Yoon-jeong      | 6–4, 4–6, 7–6(2) |       |
| 3.  | 2004. január 10. | Auckland Open, Új-Zéland                  | Kemény  | Ashley Harkleroad   | 6–3, 6–2         |       |
| 4.  | 2006. október 1. | KDB Korea Open, Dél-Korea                 | Kemény  | Szugijama Ai        | 6–3, 2–6, 7–6(3) |       |
| 5.  | 2008. január 11. | Moorilla Hobart International, Ausztrália | Kemény  | Vera Zvonarjova     | játék nélkül     |       |

#### Elveszített döntői (1)
| No. | Dátum               | Torna                 | Borítás | Ellenfél              | Eredmény      | Megj. |
| --- | ------------------- | --------------------- | ------- | --------------------- | ------------- | ----- |
| 1.  | 2002. szeptember 15 | Brasil Open, Brazília | Kemény  | Anasztaszija Miszkina | 3–6, 6–0, 2–6 |       |

### Páros

#### Győzelmei (3)
| Összesítés           |                        |
| Grand Slam-torna (0) |                        |
| Tier I (0)           | Premier Mandatory* (0) |
| Tier II (1)          | Premier Five* (0)      |
| Tier III (0)         | Premier* (0)           |
| Tier IV (0)          | International* (2)     |
| Tier V (0)           | Challenger* (0)        |

* 2009-től megváltozott a tornák rendszere.
 Az egymás mellett azonos színnel jelölt tornatípusok között nincs teljes mértékű megfelelés.
| No. | Dátum                | Torna                                      | Borítás | Partner             | Ellenfél                              | Eredmény         | Megj. |
| --- | -------------------- | ------------------------------------------ | ------- | ------------------- | ------------------------------------- | ---------------- | ----- |
| 1.  | 2004. július 18.     | Bank of the West Classic, Egyesült Államok | Kemény  | Nicole Pratt        | Claudine Schaul Iveta Benešová        | 6–2, 6–4         |       |
| 2.  | 2010. július 31.     | İstanbul Cup, Törökország                  | Kemény  | Jasmin Wöhr         | Marija Kondratyeva Vladimíra Uhlířová | 6–4, 1–6, [11–9] |       |
| 3.  | 2011. szeptember 17. | Tashkent Open, Üzbegisztán                 | Kemény  | Vitalija Gyjacsenko | Ljudmila Kicsenok Nagyija Kicsenok    | 6–4, 6–3         |       |

#### Elveszített döntői (9)
| No. | Dátum                | Torna                                     | Borítás | Partner             | Ellenfél                                       | Eredmény            | Megj. |
| --- | -------------------- | ----------------------------------------- | ------- | ------------------- | ---------------------------------------------- | ------------------- | ----- |
| 1.  | 2003. május 4.       | Warsaw Open, Lengyelország                | Salak   | Francesca Schiavone | Liezel Huber Magdalena Maleeva                 | 6–3, 4–6, 2–6       |       |
| 2.  | 2004. február 22.    | Diamond Games, Belgium                    | Kemény  | Myriam Casanova     | Cara Black Els Callens                         | 2–6, 1–6            |       |
| 3.  | 2005. június 12.     | Birmingham Classic, Egyesült Királyság    | Fű      | Jennifer Russell    | Daniela Hantuchová Szugijama Ai                | 2–6, 3–6            |       |
| 4.  | 2006. november 5.    | Gaz de France Stars, Belgium              | Szőnyeg | Jasmin Wöhr         | Lisa Raymond Samantha Stosur                   | 2–6, 3–6            |       |
| 5.  | 2007. szeptember 30. | Korea Open, Dél-Korea                     | Kemény  | Jasmin Wöhr         | Csuang Csia-zsung Hszie Su-vej                 | 2–6, 2–6            |       |
| 6.  | 2008. január 11.     | Moorilla Hobart International, Ausztrália | Kemény  | Jasmin Wöhr         | Anabel Medina Garrigues Virginia Ruano Pascual | 2–6, 4–6            |       |
| 7.  | 2011. április 30.    | Portugal Open, Portugália                 | Salak   | Michaëlla Krajicek  | Alisza Klejbanova Galina Voszkobojeva          | 4–6, 2–6            |       |
| 8.  | 2013. július 21.     | Gastein Ladies, Ausztria                  | Salak   | Kristina Barrois    | Sandra Klemenschits Andreja Klepač             | 1–6, 4–6            |       |
| 9.  | 2013. július 28.     | Baku Cup, Azerbajdzsán                    | Kemény  | Aleksandra Krunić   | Irina Burjacsok Okszana Kalasnikova            | 4–6, 7–6(3), [10–4] |       |

## Eredményei Grand Slam-tornákon

### Egyéniben
| Grand Slam | Australian Open | Australian Open    | Roland Garros  | Roland Garros       | Wimbledon      | Wimbledon          | US Open        | US Open            |
| Év         | Eredmény        | Utolsó ellenfél    | Eredmény       | Utolsó ellenfél     | Eredmény       | Utolsó ellenfél    | Eredmény       | Utolsó ellenfél    |
| 2001       | –               | –                  | Selejtező (Q3) | Selejtező (Q3)      | 2. kör         | Amélie Mauresmo    | 3. kör         | Szeles Mónika      |
| 2002       | 3. kör          | Jennifer Capriati  | 2. kör         | Kim Clijsters       | 4. kör         | Jennifer Capriati  | 1. kör         | Henrieta Nagyová   |
| 2003       | 4. kör          | Serena Williams    | 3. kör         | Patty Schnyder      | 2. kör         | Mary Pierce        | 1. kör         | Myriam Casanova    |
| 2004       | 3. kör          | Mara Santangelo    | 1. kör         | Marlene Weingärtner | 1. kör         | Magüi Serna        | 4. kör         | Shinobu Asagoe     |
| 2005       | 1. kör          | Venus Williams     | 1. kör         | Sofia Arvidsson     | 3. kör         | Flavia Pennetta    | 1. kör         | Marija Sarapova    |
| 2006       | 1. kör          | Patty Schnyder     | 1. kör         | Szugijama Ai        | 1. kör         | Peng Suaj          | 2. kör         | Li Na              |
| 2007       | 1. kör          | Aiko Nakamura      | 1. kör         | Olga Pucskova       | 2. kör         | Lucie Šafářová     | 2. kör         | Aljona Bondarenko  |
| 2008       | 1. kör          | Tathiana Garbin    | −              | −                   | −              | −                  | 1. kör         | Peng Suaj          |
| 2009       | Selejtező (Q2)  | Selejtező (Q2)     | −              | −                   | −              | −                  | −              | −                  |
| 2010       | Selejtező (Q2)  | Selejtező (Q2)     | Selejtező (Q1) | Selejtező (Q1)      | 1. kör         | Aleksandra Wozniak | Selejtező (Q1) | Selejtező (Q1)     |
| 2011       | Selejtező (Q2)  | Selejtező (Q2)     | 1. kör         | Jill Craybas        | 2. kör         | Ana Ivanović       | 1. kör         | Michaëlla Krajicek |
| 2012       | 2. kör          | Julia Görges       | 1. kör         | Caroline Wozniacki  | 1. kör         | Bojana Jovanovski  | 1. kör         | J Makarova         |
| 2013       | 2. kör          | Viktorija Azaranka | Selejtező (Q2) | Selejtező (Q2)      | Selejtező (Q2) | Selejtező (Q2)     | 1. kör         | M Larcher de Brito |
| 2014       | Selejtező (Q1)  | Selejtező (Q1)     | –              | –                   | –              | –                  | –              | –                  |

### Páros
| Grand Slam | Australian Open           | Australian Open                  | Roland Garros               | Roland Garros                      | Wimbledon                      | Wimbledon                           | US Open                   | US Open                            |
| Év         | Eredmény Partner          | Utolsó ellenfél                  | Eredmény Partner            | Utolsó ellenfél                    | Eredmény Partner               | Utolsó ellenfél                     | Eredmény Partner          | Utolsó ellenfél                    |
| 2002       | 3. kör Alicia Molik       | Lisa Raymond Rennae Stubbs       | –                           | –                                  | –                              | –                                   | –                         | –                                  |
| 2003       | 1. kör Caroline Vis       | Marion Bartoli Marija Sarapova   | 3. kör Rita Grande          | Kim Clijsters Szugijama Ai         | 1. kör Rita Grande             | Liezel Huber Magdalena Maleeva      | 1. kör Rita Grande        | Émilie Loit F Schiavone            |
| 2004       | 1. kör Rita Grande        | Lindsay Davenport Corina Morariu | 1. kör Fabiola Zuluaga      | Marion Bartoli Émilie Loit         | 1. kör Katarina Srebotnik      | Jennifer Russel Mara Santangelo     | 2. kör Katarina Srebotnik | Janette Husárová Conchita Martínez |
| 2005       | Negyeddöntő Nicole Pratt  | A Miszkina Vera Zvonarjova       | 1. kör Els Callens          | Nagyja Petrova M Shaughnessy       | 2. kör Nicole Pratt            | Ana Ivanović Tina Križan            | 1. kör Jennifer Russell   | Lisa Raymond Samantha Stosur       |
| 2006       | 1. kör A Medina Garrigues | Michaëlla Krajicek Szávay Ágnes  | Elődöntő A Medina Garrigues | Lisa Raymond Samantha Stosur       | Negyeddöntő A Medina Garrigues | V Ruano Pascual Paola Suárez        | –                         | –                                  |
| 2007       | 3. kör Jasmin Wöhr        | Cara Black Liezel Huber          | 2. kör Jasmin Wöhr          | Lisa Raymond Samantha Stosur       | 2. kör Jasmin Wöhr             | Peng Suaj Jen Ce                    | 2. kör Jasmin Wöhr        | Szávay Ágnes Vladimíra Uhlířová    |
| 2008       | 1. kör Jasmin Wöhr        | Szánija Mirza Alicia Molik       | –                           | –                                  | –                              | –                                   | 1. kör Jasmin Wöhr        | Vera Dusevina K Dzehalevics        |
| 2009       | –                         | –                                | –                           | –                                  | –                              | –                                   | –                         | –                                  |
| 2010       | –                         | –                                | 1. kör Hszie Su-vej         | Petra Kvitová Stefanie Vögele      | 1. kör Jasmin Wöhr             | Iveta Benešová B Záhalvová-Strýcová | 1. kör Cvetana Pironkova  | Csan Jung-zsan Cseng Csie          |
| 2011       | 2. kör Kaia Kanepi        | Liezel Huber Nagyja Petrova      | 1. kör Darija Jurak         | A-L Grönefeld Patty Schnyder       | 1. kör Alberta Brianti         | Csan Jung-zsan Monica Niculescu     | 2. kör Polona Hercog      | Vania King J Svedova               |
| 2012       | 1. kör A Panova           | Szánija Mirza J Vesznyina        | 2. kör Mandy Minella        | Nyina Bratcsikova Gallovits-Hall E | 1. kör Arantxa Rus             | J Makarova J Vesznyina              | 1. kör Casey Dellacqua    | Liezel Huber Lisa Raymond          |
| 2013       | 1. kör Christina McHale   | Andrea Hlaváčková Lucie Hradecká | –                           | –                                  | –                              | –                                   | 1. kör A Panova           | Hszie Su-vej Peng Suaj             |
| 2014       | –                         | –                                | –                           | –                                  | 1. kör Naomi Broady            | R Kops-Jones Abigail Spears         | –                         | –                                  |

## Év végi világranglista-helyezései
| Év       | 1998 | 1999 | 2000 | 2001 | 2002 | 2003 | 2004 | 2005 | 2006 | 2007 | 2008 | 2009 | 2010 | 2011 |
| Helyezés | 294. | 318. | 320. | 84.  | 22.  | 26.  | 34.  | 70.  | 36.  | 43.  | 149. | 160. | 167. | 90.  |